# Suburbicair bisdom
Een suburbicair bisdom is een van de zeven naburige bisdommen van Rome, gelegen in de provincie Rome, waarvan de bisschoppen van oudsher betrokken werden bij het centrale bestuur van de Rooms-Katholieke Kerk.
Aan het hoofd van de bisdommen staat (in naam) een kardinaal-bisschop. Het dagelijks bestuur van het bisdom valt onder een andere bisschop dan de kardinaal-bisschop. Een uitzondering hierop is het suburbicair bisdom Ostia; vanwege de grootte van dit bisdom werd het in 1962 samengevoegd met het bisdom Rome en valt het bestuurlijk onder de kardinaal-vicaris te Vaticaanstad. Deze bestuurswijziging kwam tot stand volgend op het pauselijk decreet Suburbicarii Sedis van paus Johannes XXIII.
De zeven suburbicaire bisdommen zijn:
| Suburbicair bisdom    | Als zodanig sinds | Kardinaal-bisschop   | Bisschop                            |
| --------------------- | ----------------- | -------------------- | ----------------------------------- |
| Albano                | 4e eeuw           | Luis Tagle           | Vincenzo Viva                       |
| Frascati              | 3e eeuw           | Tarcisio Bertone     | Stefano Russo                       |
| Ostia                 | 1914              | Giovanni Re          | Baldassare Reina (vicaris-generaal) |
| Palestrina            | 4e eeuw           | José Saraiva Martins | Mauro Parmeggiani                   |
| Porto-Santa Rufina    | 1454              | Beniamino Stella     | Gianrico Ruzza                      |
| Sabina-Poggio Mirteto | 1925              | Giovanni Re          | Ernesto Mandara                     |
| Velletri-Segni        | 1981              | Francis Arinze       | Stefano Russo                       |

De deken van het College van Kardinalen wordt tevens kardinaal-bisschop van het bisdom Ostia.

## Geschiedenis
De verandering van de status van een bisdom onder leiding van een bisschop naar een bisdom onder leiding van een kardinaal-bisschop was een logisch gevolg van de groeiende macht van de paus en de daaruit volgende verplichtingen. Ter ondersteuning van zijn dagelijkse werkzaamheden riep hij de hulp in van de bisschoppen uit naburige bisdommen, die hem konden steunen bij episcopale taken en advies konden geven inzake religieuze vraagstukken. Zo speelden de kardinaal-bisschoppen een belangrijke rol tijdens de diverse kerkelijke synodes.
De belangrijkste veranderingen in de samenstelling van de suburbicaire bisdommen waren:
- De bisdommen Porto en Santa Rufina waren aanvankelijk twee aparte suburbicaire bisdommen. In 1454 werden beide verenigd.
- Ostia en Velletri vormden één suburbicair bisdom tot aan 1914, toen Ostia een zelfstandig suburbicair bisdom werd en Velletri een zelfstandig bisdom.
- Sabina-Poggio Mirteto is sinds 1925 onder de huidige naam een suburbicair bisdom.
- De samenvoeging van de bisdommen Velletri en Segni in 1981 leidde tot de vorming van het nieuwe suburbicaire bisdom Velletri-Segni.